# 里奇·柯斯特
里奇·柯斯特（英語：Ritchie Coster，1967年7月1日—），英格蘭男演員，知名演出作品如電影《燕尾服》（2005年）、《黑暗騎士》（2008年）和《黑帽駭客》（2015年），以及電視劇《無間警探》第二季（2015年）與《超狂搭檔》（2017年至2019年）。

## 生平
里奇·柯斯特1967年7月1日生於英格蘭倫敦。曾就讀拉蒂默學校，並在市政廳音樂及戲劇學院接受了表演培訓。他是家中四兄弟中的老么。但在完成戲劇學校後的幾年裡，柯斯特在戲劇和肥皂劇中扮演了一些小角色，最終對此事業產生反感。他和美國妻子搬到了紐約州北部，最終搬到了紐約市；一次偶然的機會讓找到了一名經紀人，使自己得以在美國各知名影視製作中演出。
柯斯特的知名電視演出如2011年至2012年間的《馬場風雲》，飾演倫佐（Renzo）一角；2015年在《無間警探》第二季飾演奧斯汀·切薩尼市長（Mayor Austin Chessani）；2017年至2019年在《超狂搭檔》中擔任主要角色——反派法蘭西斯柯·「憂鬱先生」·斯卡拉穆奇（Francisco "Mr. Blue" Scaramucci）以及冥王。他也在1954年電影《後窗》的1998年電視電影版中演出。電影圈的知名作品如電影《燕尾服》（2005年）、《黑暗騎士》（2008年）、《黑帽駭客》（2015年）及《金牌拳手》（2015年）。

## 外部連結
- 官方网站
- 里奇·柯斯特在互联网电影资料库（IMDb）上的資料（英文）
- 在AllMovie上里奇·柯斯特的頁面（英文）